# Erwen Masís Castro
Erwen Yanan Masís Castro (Alajuela, 14 de marzo de 1982) es un político y abogado costarricense que se desempeñó como diputado de la República por Alajuela ante la Asamblea Legislativa de Costa Rica. 
Masís es hijo de una educadora y del alcalde de San Mateo. Masís ostenta una especialidad en derecho notarial y máster en administración de derecho empresarial. Masís laboró como asesor legal en la Municipalidad de San Mateo, donde fue electo alcalde en 2003, reelecto en 2007 cargo en el que se mantuvo hasta 2011. Fue también asesor legal para las municipaliades de Atenas, Orotina, Valverde Vega, Palmares y Buenos Aires.
Masís fue electo diputado para el período 2018-2022. Ejerció como jefe de fracción del Partido Unidad Social Cristiana en el primer año. Aspiró fallidamente a la Presidencia de la Asamblea Legislativa en 2019 con el respaldo de la fracción de Nueva República. El fue precandidato para las elecciones generales de Costa Rica de 2022.